# Беравс, Славко
Славко Беравс (словен. Slavko Beravs; 19 июня 1946 — 1978) — югославский хоккеист, игравший на позиции нападающего.

## Биография
Как хоккеист выступал до 1968 года за клуб «Акрони Есенице». В 1968 году вместе с Романом Смолеем, Владо Югом и Руди Хити перешёл в клуб «Олимпия» (Любляна), за что подвергся критике. Это привело к серьёзному скандалу, поскольку прежде никто не переходил из «Акрони Есенице» в стан их принципиальнейших противников. За сборную СФРЮ Беравс играл на Олимпийских играх 1968 и 1972 годов. В 10 играх на Олимпиадах забросил 3 шайбы и отдал 3 голевые передачи.
Некоторое время играл в клубах СР Хорватии и в ФРГ, по окончании карьеры стал тренером. Похоронен на кладбище Блейска-Добрава.
Брат Божидара Беравса, также хоккеиста.